# 法国国立高等矿业学院集团
法国国立高等矿业学院集团（法語：：Groupe des écoles des mines，縮寫 GEM），習稱法国高矿集团，是7所法国国立高等工程师学院（亦称精英大学校）的联合体。法国高矿集团隶属法国工业部，与工业界合作密切，在世界享有盛誉。很多校友担任了世界知名公司的总裁。
法国高矿集团源于路易十六于1783年创建的巴黎皇家矿业学院。时至今日，法国的采矿业早已终止，但法国高矿集团已经发展成为法国一流、世界知名的多学科工科大学联盟，并保留了原有名称。
法国高矿集团目前在法国设有一个研究院，3个研究生院，7个学院校区，拥有46个研究实验室。在校生约6,000名，其中近1,000名在读博士生。外国留学生占在校生的10%。每年授予近1,500个硕士学位（其中1,000名工程师）和300个博士学位，20%毕业生在法国以外工作任职。
法国国立高等矿业学院集团成员：
- 巴黎矿业学院（École des Mines de Paris，1783）
- 圣艾蒂安矿业学院（École des mines de Saint-Étienne，1816）
- 阿莱斯矿业学院（École des mines d'Alès，1843）
- 杜埃矿业学院（École des Mines de Douai，1878）
- 南锡矿业学院（École des mines de Nancy，1919）
- 南特矿业学院（École des mines de Nantes，1990）
- 阿尔比-加莫矿业学院（École des mines d'Albi-Carmaux，1992）

2012年3月起，法国国立矿业学校集团（GEM）与4所法国顶尖电信学校所组成的电信学校集团（GET）合并。
目前，集团已正式更名为法国国立高等矿业电信学校联盟（法語：Institut Mines-Télécom，简称IMT）。